# District du Sikkim méridional
Le district  du Sikkim méridional  (népalais : दक्षिणी सिक्किम) est un district  de l'état du Sikkim en Inde.

## Géographie
Au recensement de 2011, sa population est de 146 850 habitants pour une superficie de 750 km2.
Son chef-lieu est la ville de Namchi.
Le climat du district est subtropical.

## Galerie

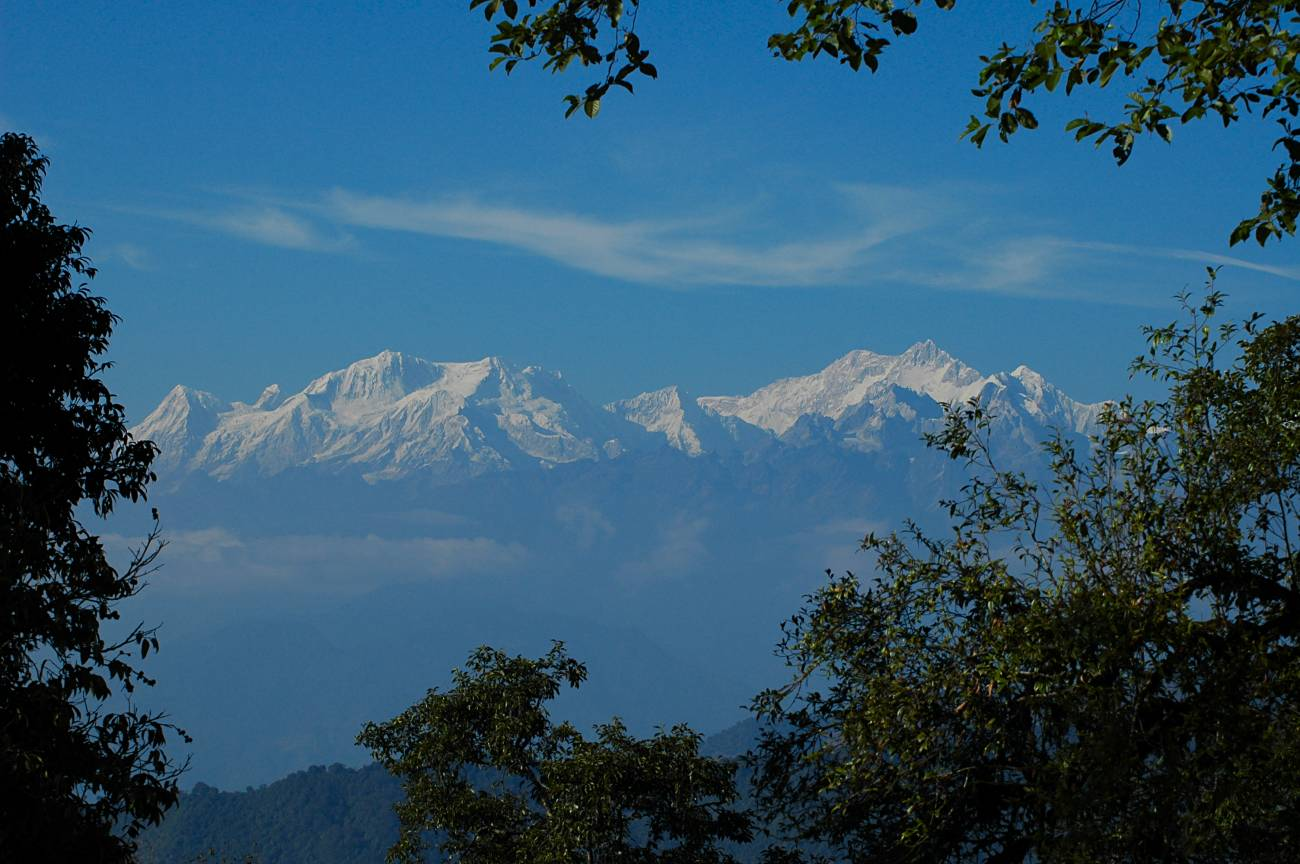
Vue du Kangchenjunga et ses pics voisins.
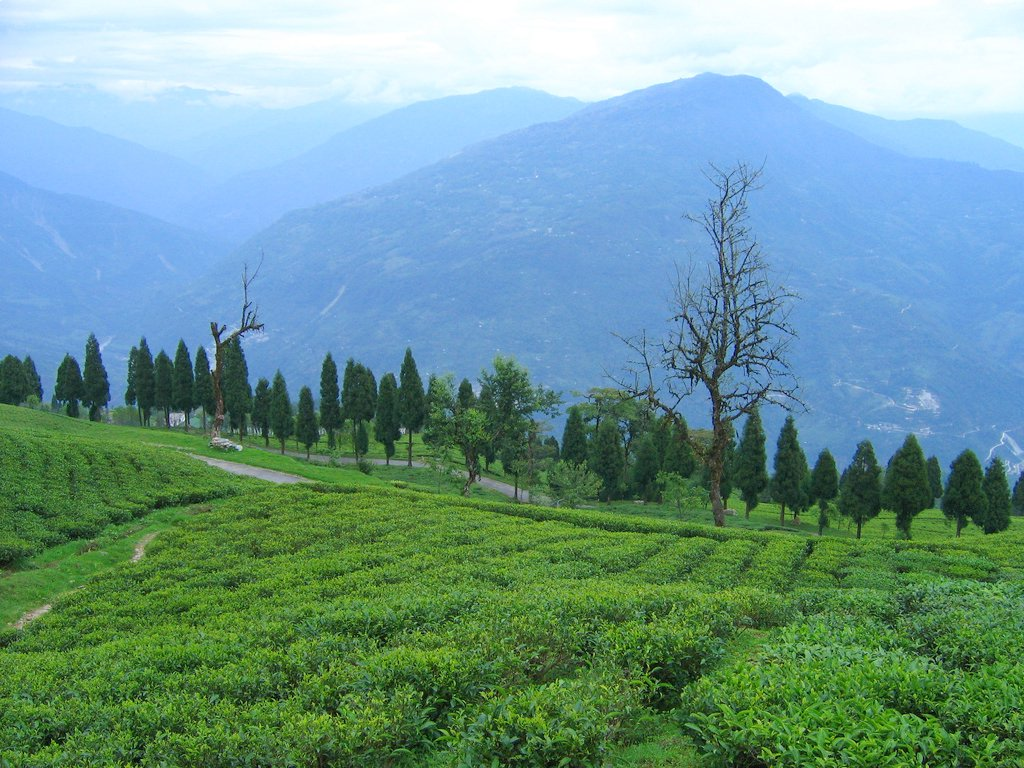
Plantation de thé.